# Canoagem nos Jogos Olímpicos de Verão de 2008 - K-1 1000 m masculino
A competição masculina do K-1 1000m da canoagem nos Jogos Olímpicos de Verão de 2008 foi realizada entre os dias 18 e 22 de agosto de 2008 no Parque Olímpico Shunyi.

## Medalhistas
| Ouro   | GBR Tim Brabants       |
| Prata  | NOR Eirik Verås Larsen |
| Bronze | AUS Ken Wallace        |

## Resultados

### Eliminatórias
Regras de classificação: 1º → Final, 2º ao 7º → Semifinais, os restantes estão eliminados

#### Eliminatória 1
| Pos. | Atletas                 | País              | Tempo    |    |
| ---- | ----------------------- | ----------------- | -------- | -- |
| 1    | Tim Brabants            | GBR Grã-Bretanha  | 3:27.828 | QF |
| 2    | Zoltán Benkő            | HUN Hungria       | 3:29.542 | QS |
| 3    | Markus Oscarsson        | SWE Suécia        | 3:30.044 | QS |
| 4    | Emanuel Silva           | POR Portugal      | 3:31.843 | QS |
| 5    | Shaun Rubenstein        | RSA África do Sul | 3:36.134 | QS |
| 6    | Dmitriy Torlopov        | KAZ Cazaquistão   | 3:39.671 | QS |
| 7    | Manuel Cortina Martínez | MEX México        | 3:41.433 | QS |
| 8    | Phone Myint Tayzar      | MYA Mianmar       | 3:53.578 |    |
| 9    | Assane Dame Fall        | SEN Senegal       | 4:07.061 |    |

#### Eliminatória 2
| Pos. | Atletas                | País                    | Tempo    |    |
| ---- | ---------------------- | ----------------------- | -------- | -- |
| 1    | Adam van Koeverden     | CAN Canadá              | 3:29.622 | QF |
| 2    | Stjepan Janić          | CRO Croácia             | 3:31.369 | QS |
| 3    | Ben Fouhy              | NZL Nova Zelândia       | 3:33.037 | QS |
| 4    | Jernej Zupancic Regent | SLO Eslovênia           | 3:33.289 | QS |
| 5    | Michael Kolganov       | ISR Israel              | 3:38.207 | QS |
| 6    | Rami Zur               | USA Estados Unidos      | 3:38.693 | QS |
| 7    | Jorge Garcia           | CUB Cuba                | 3:38.866 | QS |
| 8    | Kotoua Francis Abia    | CIV Costa do Marfim     | 4:14.411 |    |
| 9    | Alcino Silva           | STP São Tomé e Príncipe | 4:28.057 |    |

#### Eliminatória 3
| Pos. | Atletas                  | País          | Tempo    |    |
| ---- | ------------------------ | ------------- | -------- | -- |
| 1    | Eirik Verås Larsen       | NOR Noruega   | 3:29.043 | QF |
| 2    | Ken Wallace              | AUS Austrália | 3:30.306 | QS |
| 3    | Max Hoff                 | GER Alemanha  | 3:30.316 | QS |
| 4    | Anton Ryakhov            | RUS Rússia    | 3:38.381 | QS |
| 5    | Pan Yao                  | CHN China     | 3:40.774 | QS |
| 6    | Miguel Correa            | ARG Argentina | 3:45.695 | QS |
| 7    | Rudolph Berking-Williams | SAM Samoa     | 4:00.784 | QS |
| 8    | Tony Lespoir             | SEY Seicheles | 4:05.890 |    |

### Semifinais
Regras de classificação: 1º ao 3º → Final, os restantes são eliminados

#### Semifinal 1
| Pos. | Atletas                  | País               | Tempo    |    |
| ---- | ------------------------ | ------------------ | -------- | -- |
| 1    | Ken Wallace              | AUS Austrália      | 3:33.255 | QF |
| 2    | Ben Fouhy                | NZL Nova Zelândia  | 3:33.542 | QF |
| 3    | Markus Oscarsson         | SWE Suécia         | 3:33.906 | QF |
| 4    | Shaun Rubenstein         | RSA África do Sul  | 3:36.969 |    |
| 5    | Anton Ryakhov            | RUS Rússia         | 3:37.017 |    |
| 6    | Jernej Zupancic Regent   | SLO Eslovênia      | 3:41.730 |    |
| 7    | Rami Zur                 | USA Estados Unidos | 3:46.204 |    |
| 8    | Dmitriy Torlopov         | KAZ Cazaquistão    | 3:47.212 |    |
| 9    | Rudolph Berking-Williams | SAM Samoa          | 4:04.658 |    |

#### Semifinal 2
| Pos. | Atletas                 | País          | Tempo    |    |
| ---- | ----------------------- | ------------- | -------- | -- |
| 1    | Max Hoff                | GER Alemanha  | 3:32.847 | QF |
| 2    | Stjepan Janić           | CRO Croácia   | 3:33.942 | QF |
| 3    | Zoltán Benkő            | HUN Hungria   | 3:34.473 | QF |
| 4    | Emanuel Silva           | POR Portugal  | 3:34.508 |    |
| 5    | Jorge Garcia            | CUB Cuba      | 3:41.219 |    |
| 6    | Pan Yao                 | CHN China     | 3:41.539 |    |
| 7    | Manuel Cortina Martínez | MEX México    | 3:43.017 |    |
| 8    | Michael Kolganov        | ISR Israel    | 3:43.108 |    |
| 9    | Miguel Correa           | ARG Argentina | 3:51.715 |    |

### Final
| Pos. | Atletas            | País              | Tempo    |
| ---- | ------------------ | ----------------- | -------- |
|      | Tim Brabants       | GBR Grã-Bretanha  | 3:26.323 |
|      | Eirik Verås Larsen | NOR Noruega       | 3:27.342 |
|      | Ken Wallace        | AUS Austrália     | 3:27.485 |
| 4    | Ben Fouhy          | NZL Nova Zelândia | 3:29.193 |
| 5    | Max Hoff           | GER Alemanha      | 3:29.391 |
| 6    | Markus Oscarsson   | SWE Suécia        | 3:30.198 |
| 7    | Stjepan Janić      | CRO Croácia       | 3:30.495 |
| 8    | Adam van Koeverden | CAN Canadá        | 3:31.793 |
| 9    | Zoltán Benkő       | HUN Hungria       | 3:32.120 |